# Ingrandes-Le Fresne-sur-Loire
Ingrandes-Le Fresne-sur-Loire és un municipi nou francès, situat al departament de Maine i Loira i a la regió de País del Loira. L'any 2014 tenia 2.561 habitants.
El municipi creat l'1 de gener de 2016 per la fusió dels dos antics municipis de Ingrandes i Le Fresne-sur-Loire. Ingrandes n'és la seu administrativa i Le Fresne té l'estatut de municipi delegat.